# Клівленд (Оклахома)
Клівленд (англ. Cleveland) — місто (англ. city) в США, в окрузі Поні штату Оклахома. Населення — 3205 осіб (2020).

## Географія
Клівленд розташований за координатами 36°18′38″ пн. ш. 96°28′13″ зх. д. / 36.31056° пн. ш. 96.47028° зх. д. (36.310641, -96.470326).  За даними Бюро перепису населення США в 2010 році місто мало площу 6,99 км², з яких 6,98 км² — суходіл та 0,02 км² — водойми.

## Демографія
Згідно з переписом 2010 року, у місті мешкала 3251 особа в 1293 домогосподарствах у складі 829 родин. Густота населення становила 465 осіб/км².  Було 1507 помешкань (216/км²).
Расовий склад населення:
| - 84,2 % — білих - 7,3 % — корінних американців - 0,8 % — азіатів - 0,7 % — чорних або афроамериканців - 0,1 % — вихідців з тихоокеанських островів |

До двох чи більше рас належало 6,6 %. Частка іспаномовних становила 2,2 % від усіх жителів.
За віковим діапазоном населення розподілялося таким чином: 26,8 % — особи молодші 18 років, 54,8 % — особи у віці 18—64 років, 18,4 % — особи у віці 65 років та старші. Медіана віку мешканця становила 38,1 року. На 100 осіб жіночої статі у місті припадало 87,6 чоловіків;  на 100 жінок у віці від 18 років та старших — 84,3 чоловіків також старших 18 років.
Середній дохід на одне домашнє господарство  становив 57 927 доларів США (медіана — 47 143), а середній дохід на одну сім'ю — 66 819 доларів (медіана — 53 942). Медіана доходів становила 47 714 долари для чоловіків та 27 474 долари для жінок. За межею бідності перебувало 14,4 % осіб, у тому числі 18,6 % дітей у віці до 18 років та 10,1 % осіб у віці 65 років та старших.
Цивільне працевлаштоване населення становило 1332 особи. Основні галузі зайнятості: освіта, охорона здоров'я та соціальна допомога — 22,0 %, виробництво — 13,6 %, роздрібна торгівля — 10,8 %, транспорт — 9,2 %.